# Harry Hines Woodring
Harry Hines Woodring, född 31 maj 1890 i Elk City, Kansas, död 9 september 1967 i Topeka, Kansas, var en amerikansk demokratisk politiker. Han var Kansas guvernör 1931–1933 och USA:s krigsminister 1936–1940.
Woodring var verksam som bankdirektör och deltog i första världskriget som officer i USA:s armé.
Woodring efterträdde 1931 Clyde M. Reed som guvernör och efterträddes 1933 av Alf Landon.
År 1933 gifte Woodring sig med Helen Coolidge. Efter att ha tjänstgjort som biträdande krigsminister 1933–1936 tillträdde han 1936 som krigsminister. År 1940 avgick han som minister och återvände till privatlivet. Han kandiderade sedan utan framgång i guvernörsvalet i Kansas 1946.
Woodring avled 1967 och gravsattes på Mount Hope Cemetery i Topeka.